# Suša
 Ovo je glavno značenje pojma Suša. Za naselje u općini Orle, Zagrebačka županija pogledajte Suša (Orle).
Suša je izuzetno suho razdoblje kada su zalihe vode u tlu i vodotocima smanjene zbog pomanjkanja oborina. Zbog suše mogu nastati ozbiljni poremećaji u poljoprivredi, vodoprivredi i drugim granama gospodarstva, a može doći i do masovnoga pomora ljudi, kao na primjer 1900. u Indiji, kada je od suše, gladi i bolesti umrlo oko 3 milijuna ljudi, te 1936. u Kini, u provinciji Sečuan, kada je bilo iseljeno 34 milijuna seljaka i od gladi umrlo 5 milijuna ljudi.
Pojava suše postaje sve češća u cijelom svijetu i pogađa razvijene kao i nerazvijene zemlje. Do sada znanstvenici nisu našli pouzdaniju metodu za sigurno predviđanje suše tako da ju nije moguće predvidjeti vjerojatnosnim pristupom kao ni njene prognoze u realnom vremenu. No bez obzira na navedeno, prateći i analizirajući brojne meteorološke, hidrološke i hidrogeološke parametre sušu je ipak moguće naslutiti, a time na neki način i predvidjeti. Nasuprot drugih prirodnih nesreća suša se pojavljuje polagano, traje dugo, uz zahvaća velika područja iako njenu prostornu raspodjelu nije moguće unaprijed točno locirati. Suša se dešava polako, rijetko izaziva brze i dramatične gubitke u ljudskim životima ali zbog pojave glad i uzrokovane sušom, kao direktne posljedice, gubici u ljudskoj i životinjskoj populaciji ponekad su drastičniji od bilo koje druge prirodne katastrofe.

## Vanjske poveznice
- Suša u Hrvatskoj 2003. godine  Arhivirana inačica izvorne stranice od 27. travnja 2006. (Wayback Machine)